# 宋銘
宋銘，本名宋修聖，生於中華民國高雄市。廣播節目主持人、流行音樂專欄作家、臺北市政府小巨蛋演出節目審議委員。曾任職於高雄廣播電台(1995-2004)、中央廣播電臺、漢聲廣播電臺(1996-2006)及台灣日報影劇版，也曾九度擔綱金曲獎評審委員。三度獲得廣播金鐘獎殊榮（包含團體得獎）
2014年起於佛光大學傳播學系，成立全臺第一個「流行音樂與傳播結合的學程」。
2015年在IC之音主持「無線音樂城」，中廣公司「兩岸嘉年華」節目，此節目亦為我國第一個與中國聯合製作的廣播音樂綜藝節目。
2016年於漢聲電台主持「香榭大道」節目。
2017年獲邀台北小巨蛋擔任「表演節目審議委員」。
2018年於銘傳大學廣電學系任教。
2019年於國防大學政訓中心任教。
2021年出版「滾動百老匯」一書，為華語第一本介紹美國百老匯嘻哈音樂劇「漢米爾頓」國際中文版。
，也獲得行政院社會貢獻獎。現除持續擔任北市府小巨蛋節目審議委員外，另擔任佛光大學傳播學系流行音樂傳播組的學程主任及流行音樂與創意傳播研究中心主任。
2024年八月，宋銘（宋修聖）教授離開佛光大學傳播學系，轉職到世新大學廣電學系擔任專任副教授一職。

## 生涯
宋銘為臺灣知名廣播節目主持人及流行音樂樂評家，雖然宋銘目前在流行音樂傳播領域頗有聲譽，但其實一開始是以古典音樂起家。高中時就讀國光劇藝實驗學校（國光藝校，今國立臺灣戲曲學院）主修鋼琴、副修京劇，大學入讀位於復興崗的政治作戰學校（今國防大學政治作戰學院）音樂系（主攻鋼琴）。
2014年起於佛光大學傳播學系，成立全臺第一個「流行音樂與傳播結合的學程」。
2015年在IC之音主持「無線音樂城」，中廣公司「兩岸嘉年華」節目，此節目亦為我國第一個與中國聯合製作的廣播音樂綜藝節目。
2016年於漢聲電台主持「香榭大道」節目。
2017年獲邀台北小巨蛋擔任「表演節目審議委員」。
2018年於銘傳大學廣電學系任教。
2019年於國防大學政訓中心任教。
2021年出版「滾動百老匯」一書，為華語第一本介紹美國嘻哈音樂劇「漢米爾頓」國際中文版。
由於部隊枯燥乏味的生活，加上畢生所學在軍中毫無用武之地，因此在親友的幫助下進入軍方體系的漢聲廣播電臺擔任主持人。然而當宋銘初入電臺時，臺內早已有多位資深前輩負責古典音樂的節目，因此上級要求宋銘負責流行音樂的專題，也打開宋銘接觸流行音樂的契機。
以海軍中校軍階退役後，陸續在銘傳大學、佛光大學、國防大學政治作戰學院等大專院校任教。